# 少管短毛独活
少管短毛独活（学名：Heracleum moellendorffii var. paucivittatum）为伞形科独活属短毛牛防风的变种。分布于中国大陆的山东等地，常生于山沟路旁，目前尚未由人工引种栽培。